# Czar (Alberta)
Czar es un pueblo canadiense situado en la provincia de Alberta.

## Superficie
Czar tiene una superficie de 1,12 km².

## Demografía
En 2021, tenía 248 habitantes, una densidad poblacional de 221,2 hab./km², y 99 viviendas.